# أمير عبد السلام
أمير عبدالسلام (بالهولندية: Amir Absalem) ( مواليد 19 يونيو 1997)، هو لاعب كرة قدم مغربي هولندي مُحترف، يلعب في مركز ظهير أيسر بنادي أدو دين هاج في الدوري الهولندي الدرجة الأولى.

## المشاريع
في 25 أغسطس 2022، وقع عبدالسلام عقدًا لموسم واحد مع أدو دين هاج.

## وصلات خارجية
- أمير عبدالسلام على موقع قاعدة بيانات كرة القدم.إي يو (الإنجليزية)
- أمير عبدالسلام على موقع Soccerway.com (الإنجليزية)
- أمير عبدالسلام على موقع عالم كرة القدم.نت (الإنجليزية)